# Players Championship 2021
Il Players Championship 2021 è stato il quindicesimo evento professionistico della stagione 2020-2021 di snooker, il dodicesimo Ranking, e la quinta edizione di questo torneo, che si è disputato dal 22 al 28 febbraio 2021, presso la Marshall Arena di Milton Keynes, in Inghilterra.
Il torneo è stato vinto da John Higgins, il quale ha battuto in finale Ronnie O'Sullivan per 10-3. Lo scozzese si è aggiudicato così il suo primo Players Championship, il suo primo evento della Cazoo Series ed il suo 31º titolo Ranking in carriera. Si tratta del primo torneo professionistico conquistato da Higgins dal Welsh Open 2018, non considerando la World Cup 2019, ottenuta assieme al connazionale Stephen Maguire rappresentando la Scozia. Con questa sconfitta, O'Sullivan è divenuto il primo giocatore a perdere quattro finali in una stagione; tuttavia, ha eguagliato il record di 57 finali di eventi validi per la classifica di Stephen Hendry. Higgins ha vinto la sua ottava finale contro O'Sullivan su 18 disputate; i due non si sfidavano nell'ultimo atto di una competizione dal Champion of Champions 2016 (vinse Higgins 10-7), e dal Grand Prix 2005 per quanto riguarda i tornei Ranking (vinse Higgins 9-2).
John Higgins è salito al quinto posto nel Ranking, al quarto nella classifica stagionale e al primo nella Cazoo Series 2020-2021.
Il campione in carica era Judd Trump, il quale è stato eliminato agli ottavi di finale da Stuart Bingham.

## Montepremi
- Vincitore: £125000
- Finalista: £50000
- Semifinalisti: £30000
- Quarti di finale: £15000
- Ottavi di finale: £10000 (vincita non valida per il Ranking)
- Miglior break della competizione: £10000

## Vigilia
A seguito della pandemia di COVID-19, il World Snooker Tour si è visto costretto a cancellare e posticipare eventi nel calendario. Dopo aver disputato il Welsh Open al Celtic Manor Resort di Newport, in Galles, il Players Championship torna alla Marshall Arena di Milton Keynes, in Inghilterra, sede che ha ospitato tutti gli eventi dal rientro dalla pandemia, fatta eccezione per il Campionato mondiale 2020.
Nelle stagioni 2018-2019 e 2019-2020, la Coral ha sponsorizzato il World Grand Prix, il Players Championship e il Tour Championship, tornei ai quali hanno potuto partecipare rispettivamente i primi 32, 16 ed 8 della classifica stagionale fino all'evento precedente ad ognuno di essi. Tutte le vincite dei tre tornei sono state raccolte in una classifica specifica che ha dato i natali alla Coral Cup.
Tuttavia, il 2 febbraio 2021 il World Snooker Tour ha comunicato, sul suo sito ufficiale, di aver trovato un accordo con l'azienda rivenditrice di auto online Cazoo per sponsorizzare il Players Championship e il Tour Championship nel finale della stagione 2020-2021, data la prematura disputa del World Grand Prix nel dicembre 2020. Quest'ultimo comincerà ad avere una sponsorizzazione Cazoo dalla stagione 2021-2022, ma è valso lo stesso per la classifica della Cazoo Series 2020-2021.
Non è stato effettuato nessun cambiamento dalla Coral Cup alla Cazoo Series.
Il vincitore di questo evento avrà il diritto di partecipare al Champion of Champions 2021.

## Partecipanti
Al torneo partecipano i primi 16 classificati della classifica stagionale, che comprende tutti gli eventi validi per il Ranking a partire dalla Championship League 2020 fino al Welsh Open 2021.
| RS | Giocatore         | Punti   | Precedenti partecipazioni  |
| -- | ----------------- | ------- | -------------------------- |
| 1  | Judd Trump        | £454500 | 4 (2017, 2018, 2019, 2020) |
| 2  | Mark Selby        | £255500 | 4 (2017, 2018, 2019, 2020) |
| 3  | Neil Robertson    | £246000 | 4 (2017, 2018, 2019, 2020) |
| 4  | Ronnie O'Sullivan | £123500 | 3 (2017 2018, 2019)        |
| 5  | Jack Lisowski     | £117000 | 1 (2019)                   |
| 6  | Kyren Wilson      | £112000 | 3 (2018, 2019, 2020)       |
| 7  | Jordan Brown      | £100000 | 0                          |
| 8  | Zhou Yuelong      | £83500  | 0                          |
| 9  | Barry Hawkins     | £80500  | 2 (2017, 2019)             |
| 10 | John Higgins      | £74500  | 4 (2017, 2018, 2019, 2020) |
| 11 | Ryan Day          | £73000  | 2 (2017, 2018)             |
| 12 | Martin Gould      | £66000  | 0                          |
| 13 | Ding Junhui       | £65500  | 3 (2017, 2018, 2020)       |
| 14 | Lu Ning           | £59500  | 0                          |
| 15 | Mark Williams     | £53500  | 3 (2018, 2019, 2020)       |
| 16 | Stuart Bingham    | £53000  | 2 (2017, 2019)             |

Nota bene: nella sezione "precedenti partecipazioni", le date in grassetto indicano che il giocatore ha vinto quella edizione del torneo.

### Analisi per la Cazoo Series 2020-2021
Classifica all'inizio di questo torneo
In grassetto i partecipanti al Players Championship.
| N° | Giocatore         | Punti   |
| -- | ----------------- | ------- |
| 1  | Judd Trump        | £100000 |
| 2  | Jack Lisowski     | £40000  |
| 3  | Ronnie O'Sullivan | £20000  |
| 4  | Mark Selby        | £20000  |
| 5  | Martin Gould      | £12500  |
| 6  | Kyren Wilson      | £12500  |
| 7  | Hossein Vafaei    | £12500  |
| 8  | Zhao Xintong      | £12500  |
| 9  | Stuart Bingham    | £7500   |
| 10 | Barry Hawkins     | £7500   |
| 11 | John Higgins      | £7500   |
| 12 | Ding Junhui       | £7500   |
| 13 | Lu Ning           | £7500   |
| 14 | Yan Bingtao       | £7500   |
| 15 | Anthony McGill    | £7500   |
| 16 | Robert Milkins    | £7500   |
| 17 | Shaun Murphy      | £0      |
| 18 | Neil Robertson    | £0      |
| 19 | Zhou Yuelong      | £0      |
| 20 | Mark Allen        | £0      |
| 21 | Ali Carter        | £0      |
| 22 | David Grace       | £0      |
| 23 | Xiao Guodong      | £0      |
| 24 | Li Hang           | £0      |
| 25 | Michael Holt      | £0      |
| 26 | Jak Jones         | £0      |
| 27 | Jamie Jones       | £0      |
| 28 | Liang Wenbó       | £0      |
| 29 | Kurt Maflin       | £0      |
| 30 | Joe Perry         | £0      |
| 31 | Ricky Walden      | £0      |
| 32 | Robbie Williams   | £0      |
| 33 | Jordan Brown      | £0      |
| 34 | Ryan Day          | £0      |
| 35 | Mark Williams     | £0      |

Judd Trump può laurearsi campione con una tappa d'anticipo se:
- vince il torneo e Lisowski viene eliminato in semifinale

| Giocatore  | Risultato | Punti accumulabili | Risultati massimi dei rivali (Punti accumulabili) |
| Giocatore  | Risultato | Punti accumulabili | Lisowski                                          |
| ---------- | --------- | ------------------ | ------------------------------------------------- |
| Judd Trump | Vittoria  | 225000             | Semifinale (70000)                                |

## Fase a eliminazione diretta
|  | Ottavi di finale Al meglio degli 11 frames | Ottavi di finale Al meglio degli 11 frames | Ottavi di finale Al meglio degli 11 frames |                   |    | Quarti di finale Al meglio degli 11 frames | Quarti di finale Al meglio degli 11 frames | Quarti di finale Al meglio degli 11 frames |  |  | Semifinali Al meglio degli 11 frames | Semifinali Al meglio degli 11 frames | Semifinali Al meglio degli 11 frames |  |  | Finale Al meglio dei 19 frames | Finale Al meglio dei 19 frames | Finale Al meglio dei 19 frames |  |
|  |                                            |                                            |                                            |                   |    |                                            |                                            |                                            |  |  |                                      |                                      |                                      |  |  |                                |                                |                                |  |
|  | 1                                          | Judd Trump                                 | 5                                          |                   |    |                                            |                                            |                                            |  |  |                                      |                                      |                                      |  |  |                                |                                |                                |  |
|  | 1                                          | Judd Trump                                 | 5                                          |                   |    |                                            |                                            |                                            |  |  |                                      |                                      |                                      |  |  |                                |                                |                                |  |
|  | 16                                         | Stuart Bingham                             | 6                                          |                   |    |                                            |                                            |                                            |  |  |                                      |                                      |                                      |  |  |                                |                                |                                |  |
|  | 16                                         | Stuart Bingham                             | 6                                          |                   | 16 | Stuart Bingham                             | 2                                          |                                            |  |  |                                      |                                      |                                      |  |  |                                |                                |                                |  |
|  |                                            |                                            |                                            |                   | 16 | Stuart Bingham                             | 2                                          |                                            |  |  |                                      |                                      |                                      |  |  |                                |                                |                                |  |
|  |                                            |                                            | 9                                          | Barry Hawkins     | 6  |                                            |                                            |                                            |  |  |                                      |                                      |                                      |  |  |                                |                                |                                |  |
|  | 8                                          | Zhou Yuelong                               | 9                                          | Barry Hawkins     | 6  | 5                                          |                                            |                                            |  |  |                                      |                                      |                                      |  |  |                                |                                |                                |  |
|  | 8                                          | Zhou Yuelong                               |                                            |                   |    |                                            |                                            |                                            |  |  |                                      |                                      |                                      |  |  |                                |                                |                                |  |
|  | 9                                          | Barry Hawkins                              | 6                                          |                   |    |                                            |                                            |                                            |  |  |                                      |                                      |                                      |  |  |                                |                                |                                |  |
|  | 9                                          | Barry Hawkins                              | 6                                          |                   | 9  | Barry Hawkins                              | 4                                          |                                            |  |  |                                      |                                      |                                      |  |  |                                |                                |                                |  |
|  |                                            |                                            |                                            |                   |    |                                            |                                            |                                            |  |  |                                      |                                      |                                      |  |  |                                |                                |                                |  |
|  |                                            |                                            | 4                                          | Ronnie O'Sullivan | 6  |                                            |                                            |                                            |  |  |                                      |                                      |                                      |  |  |                                |                                |                                |  |
|  | 5                                          | Jack Lisowski                              | 4                                          | Ronnie O'Sullivan | 6  | 6                                          |                                            |                                            |  |  |                                      |                                      |                                      |  |  |                                |                                |                                |  |
|  | 5                                          | Jack Lisowski                              |                                            |                   |    |                                            |                                            |                                            |  |  |                                      |                                      |                                      |  |  |                                |                                |                                |  |
|  | 12                                         | Martin Gould                               | 3                                          |                   |    |                                            |                                            |                                            |  |  |                                      |                                      |                                      |  |  |                                |                                |                                |  |
|  | 12                                         | Martin Gould                               | 3                                          |                   | 5  | Jack Lisowski                              | 1                                          |                                            |  |  |                                      |                                      |                                      |  |  |                                |                                |                                |  |
|  |                                            |                                            |                                            |                   | 5  | Jack Lisowski                              | 1                                          |                                            |  |  |                                      |                                      |                                      |  |  |                                |                                |                                |  |
|  |                                            |                                            | 4                                          | Ronnie O'Sullivan | 6  |                                            |                                            |                                            |  |  |                                      |                                      |                                      |  |  |                                |                                |                                |  |
|  | 4                                          | Ronnie O'Sullivan                          | 4                                          | Ronnie O'Sullivan | 6  | 6                                          |                                            |                                            |  |  |                                      |                                      |                                      |  |  |                                |                                |                                |  |
|  | 4                                          | Ronnie O'Sullivan                          |                                            |                   |    |                                            |                                            |                                            |  |  |                                      |                                      |                                      |  |  |                                |                                |                                |  |
|  | 13                                         | Ding Junhui                                | 5                                          |                   |    |                                            |                                            |                                            |  |  |                                      |                                      |                                      |  |  |                                |                                |                                |  |
|  | 13                                         | Ding Junhui                                | 5                                          |                   | 4  | Ronnie O'Sullivan                          | 3                                          |                                            |  |  |                                      |                                      |                                      |  |  |                                |                                |                                |  |
|  |                                            |                                            |                                            |                   |    |                                            |                                            |                                            |  |  |                                      |                                      |                                      |  |  |                                |                                |                                |  |
|  |                                            |                                            | 10                                         | John Higgins      | 10 |                                            |                                            |                                            |  |  |                                      |                                      |                                      |  |  |                                |                                |                                |  |
|  | 3                                          | Neil Robertson                             | 10                                         | John Higgins      | 10 | 6                                          |                                            |                                            |  |  |                                      |                                      |                                      |  |  |                                |                                |                                |  |
|  | 3                                          | Neil Robertson                             |                                            |                   |    |                                            |                                            |                                            |  |  |                                      |                                      |                                      |  |  |                                |                                |                                |  |
|  | 14                                         | Lu Ning                                    | 1                                          |                   |    |                                            |                                            |                                            |  |  |                                      |                                      |                                      |  |  |                                |                                |                                |  |
|  | 14                                         | Lu Ning                                    | 1                                          |                   | 3  | Neil Robertson                             | 2                                          |                                            |  |  |                                      |                                      |                                      |  |  |                                |                                |                                |  |
|  |                                            |                                            |                                            |                   | 3  | Neil Robertson                             | 2                                          |                                            |  |  |                                      |                                      |                                      |  |  |                                |                                |                                |  |
|  |                                            |                                            | 6                                          | Kyren Wilson      | 6  |                                            |                                            |                                            |  |  |                                      |                                      |                                      |  |  |                                |                                |                                |  |
|  | 6                                          | Kyren Wilson                               | 6                                          | Kyren Wilson      | 6  | 6                                          |                                            |                                            |  |  |                                      |                                      |                                      |  |  |                                |                                |                                |  |
|  | 6                                          | Kyren Wilson                               |                                            |                   |    |                                            |                                            |                                            |  |  |                                      |                                      |                                      |  |  |                                |                                |                                |  |
|  | 11                                         | Ryan Day                                   | 1                                          |                   |    |                                            |                                            |                                            |  |  |                                      |                                      |                                      |  |  |                                |                                |                                |  |
|  | 11                                         | Ryan Day                                   | 1                                          |                   | 6  | Kyren Wilson                               | 1                                          |                                            |  |  |                                      |                                      |                                      |  |  |                                |                                |                                |  |
|  |                                            |                                            |                                            |                   |    |                                            |                                            |                                            |  |  |                                      |                                      |                                      |  |  |                                |                                |                                |  |
|  |                                            |                                            | 10                                         | John Higgins      | 6  |                                            |                                            |                                            |  |  |                                      |                                      |                                      |  |  |                                |                                |                                |  |
|  | 7                                          | Jordan Brown                               | 10                                         | John Higgins      | 6  | 0                                          |                                            |                                            |  |  |                                      |                                      |                                      |  |  |                                |                                |                                |  |
|  | 7                                          | Jordan Brown                               |                                            |                   |    |                                            |                                            |                                            |  |  |                                      |                                      |                                      |  |  |                                |                                |                                |  |
|  | 10                                         | John Higgins                               | 6                                          |                   |    |                                            |                                            |                                            |  |  |                                      |                                      |                                      |  |  |                                |                                |                                |  |
|  | 10                                         | John Higgins                               | 6                                          |                   | 10 | John Higgins                               | 6                                          |                                            |  |  |                                      |                                      |                                      |  |  |                                |                                |                                |  |
|  |                                            |                                            |                                            |                   | 10 | John Higgins                               | 6                                          |                                            |  |  |                                      |                                      |                                      |  |  |                                |                                |                                |  |
|  |                                            |                                            | 2                                          | Mark Selby        | 0  |                                            |                                            |                                            |  |  |                                      |                                      |                                      |  |  |                                |                                |                                |  |
|  | 2                                          | Mark Selby                                 | 2                                          | Mark Selby        | 0  | 6                                          |                                            |                                            |  |  |                                      |                                      |                                      |  |  |                                |                                |                                |  |
|  | 2                                          | Mark Selby                                 |                                            |                   |    |                                            |                                            |                                            |  |  |                                      |                                      |                                      |  |  |                                |                                |                                |  |
|  | 15                                         | Mark Williams                              | 4                                          |                   |    |                                            |                                            |                                            |  |  |                                      |                                      |                                      |  |  |                                |                                |                                |  |

| Finale (Al meglio dei 19 frames) Marshall Arena, Milton Keynes, 28 febbraio 2021. Arbitro: Leo Scullion | |                                      |
| Ronnie O'Sullivan (4)                                                                                   | 3–10 | John Higgins (10)                    |
| Miglior break: 144 Century breaks: 2                                                                    | Prima sessione: 18–64, 0–103, 21–69, 0–142, 0–138, 87–26, 40–70, 148–0 Seconda sessione: 4–67, 110–0, 0–70, 0–77, 4–127 | Miglior break: 142 Century breaks: 3 |
| John Higgins vince il Cazoo Players Championship 2021                                                   | |                                      |

### Century breaks
Durante il corso del torneo sono stati realizzati 30 century breaks.
| N° | Giocatore         | Century breaks | Miglior break |
| -- | ----------------- | -------------- | ------------- |
| 1  | John Higgins      | 8              | 142           |
| 2  | Ronnie O'Sullivan | 5              | 144           |
| =  | Neil Robertson    | 5              | 142           |
| 3  | Kyren Wilson      | 4              | 130           |
| 4  | Barry Hawkins     | 3              | 143           |
| 5  | Stuart Bingham    | 2              | 113           |
| 6  | Zhou Yuelong      | 1              | 109           |
| =  | Judd Trump        | 1              | 105           |
| =  | Martin Gould      | 1              | 100           |